# Ėntl'-Mokkun"jach
L'Ėntl'-Mokkun"jach (in russo Энтль-Моккунъях?) è un fiume della Russia, nella Siberia occidentale, affluente di sinistra del Kul'ëgan. Scorre nel Nižnevartovskij rajon del Circondario autonomo degli Chanty-Mansi-Jugra. 
Il fiume ha origine nella pianura di Vasjugan e scorre in direzione principalmente settentrionale.  La sua lunghezza è di 123 km. L'area del bacino è di 1350 km². Sfocia nel Kul'ëgan' a 109 km dalla foce. L'altezza della foce è di 40,5 m sul livello del mare. Il suo maggior affluente è l'Aj-Mokkunjach (lungo 62 km), proveniente dalla sinistra idrografica.